# Autopista Costanera Central
Costanera Central es el proyecto de una autopista urbana concesionada, planificada para ser construida en Santiago de Chile antes de 2020. Su ruta se extendería a través de la Av. Isabel Riquelme, Zanjón de la Aguada, Av. La Florida hasta Las Vizcachas (Puente Alto) convirtiéndola en la quinta autopista urbana concesionada en la capital. Compondría junto a Autopista Vespucio Norte Express, Autopista Central, Autopista Vespucio Sur y Autopista Costanera Norte la red de Autopistas urbanas de Santiago de Chile.
Se esperaba el llamado a licitación de la concesión de la autopista para el primer trimestre de 2023.

## Detalles
La construcción se proyecta en un túnel entre Autopista Central y Américo Vespucio, y desde allí hasta El Peñón en trinchera cubierta. Estaría conectada a la Autopista del Sol y finalizaría en Camino El Volcán. Con una longitud de 22 kilómetros su inversión alcanzaría los valores de US$ 1.184 millones con 3 pistas por sentido. Se programa que será una autopista con el sistema de cobro automático free flow a través del dispositivo TAG y que permitirá la conducción entre los 80km/h y los 100km/h. Además, el tránsito local no estará sujeto al cobro de tarifas.
Se argumenta que el desarrollo del proyecto tendría una alta rentabilidad social, generando importantes beneficios en la conectividad vial de la ciudad y de los flujos de transporte dentro de la misma.

## Controversias sobre la calidad de vida
Los beneficios del proyecto han sido cuestionados puesto que las autopistas urbanas al incentivar y aumentar el parque automotriz, han incrementado la congestión vehicular, los tiempos de viaje, la contaminación ambiental y acústica, la separación de barrios y comunas, y la congestión a nivel local, además del impacto visual que significan.